# Rahel Sanzara
Rahel Sanzara, pseudonimo di Johanna Bleschke (Jena, 9 febbraio 1894 – Berlino, 8 febbraio 1936), è stata una scrittrice e attrice tedesca.

## Biografia
Figlia di un musicista, dopo gli studi di canto lavorò per una casa editrice di Berlino. Nel 1913 conobbe Ernst Weiss, con il quale strinse una profonda amicizia duratura. Cinque anni più tardi assunse lo pseudonimo di Rahel Sanzara e debuttò come attrice a Praga, per poi proseguire la sua carriera a Darmstadt e infine a Berlino.
A causa del suo nome fortemente affine alla cultura ebraica, la sua carriera di scrittrice fu interrotta nel 1933. Le sue due opere più importanti sono i romanzi Das verlorene Kind (1926, tradotto in 11 lingue) e La mano felice (Die glückliche Hand, 1933).